# Marco Soumikh
Marco Soumikh (* 1. Mai 1985 in Hamburg) ist ein deutscher Schauspieler und Sänger.

## Leben
Im Jahr 1996 wirkte Soumikh als Zweiter Sopran im Kinderchor der Hamburger Alsterspatzen in den Opern Turandot und Tosca mit. Von 1996 bis 1997 spielte er im Theaterstück Harrys Kopf im Thalia Theater. Regie führte damals Jürgen Flimm.
In den Jahren 1997 bis 1999 war er Sänger der Musikband Kids in Between (KIB), die im Jahr 1998 die CD 100 gute Gründe herausbrachte. Zuvor hatte er Gesangsunterricht bei Jane Comerford und Ulrike Wollstadt.
Soumikh spielte von 1998 bis 2004 in allen 52 Folgen der Kinderserie Die Kinder vom Alstertal die Hauptrolle des Timo Sommerland.
Im Jahr 1999 brachte Soumikh zwei Maxi-CDs mit den Titeln Weißt du wie ich und Du bist alles was ich will heraus, der zweite Titel war auch Soundtrack im Film Der kleine Vampir. Soumikh schrieb damals seine Texte selber. Die Musikrichtung könnte man als deutsch-englischen Hip-Hop mit Rocksound bezeichnen.
Von 2003 bis 2007 sowie 2008 war Soumikh Sänger der Bands Seismic Tremor und That’s Right Bob. Hierbei handelt es sich um Hardrockbands. Ende 2007 veröffentlichte er mit Seismic Tremor das Album The world is caving in.
Im Jahr 2007 spielte Soumikh außerdem in dem Spielfilm Things to do die Rolle des Peter. Regie führte Hendrik Röhrs.
Seit 2008 spielt Soumikh Gitarre in der Metalcoreband Let Them Fail und ist heute Sänger in der  Progressive-Metal-Band Retain, mit der er am 20. November 2008 mit Here Comes The Kraken aus Mexiko seinen ersten Secret-Gig hatte. Er ist außerdem Sänger der Hardcoreband Invoke.

## Filmografie
- 1998–2004: Die Kinder vom Alstertal (Fernsehserie, 52 Episoden)
- 2007: Things to do (Fernsehfilm)